# IC 286
IC 286 је ознака објекта на координатама са ректансцензијом 3h 4m 47,4s и деклинацијом - 6° 29" 7'. Открио га је Гијом Бигурдан, 14. децембра 1890. Каснијим посматрањима на том положају није уочен никакав астрономски објекат.